# Morpeth (Australia)
Morpeth – miejscowość w Australii, w stanie Nowa Południowa Walia, w regionie Hunter, w odległości ok. 170 km na północ od Sydney. Położona nad rzeką Hunter. Swoją nazwę zawdzięcza angielskiemu miastu Morpeth.